# Ulrich Roever
Ulrich „Uli“ Roever (* 1934; † 1997; alias Till Bander) war ein deutscher Musikproduzent und Komponist. Er schrieb die Filmmusik für Häschen in der Grube (1968), Ohrfeigen (1970) und Frisch, fromm, fröhlich, frei (1970). Außerdem komponierte er die Musik für den Aufklärungsfilm Psychologie des Orgasmus (1970) und die Krimiserie Lukas und Sohn (1989). Er war unter anderem für Udo Jürgens und Peter Maffay tätig. Ab 1979 arbeitete er mit Michael Korb für die Komposition von Dudelsackmusik zusammen. Gemeinsam komponierten sie 1982 das weltbekannte Dudelsackstück Highland Cathedral.